# 河南街道 (七台河市)
河南街道，是中华人民共和国黑龙江省七台河市新兴区下辖的一个乡镇级行政单位。

## 行政区划
河南街道下辖以下地区：
劲松社区、向荣社区、霞飞社区和春晓社区。